# Zakonodajna oblast
Zakonodajna oblast je pravica do izdajanja zakonov. Predstavlja jo posameznik (vladar) ali skupina posameznikov (parlament), ki pripravljajo in sprejemajo zakone; se pravi sprejemajo najpomembnejše odločitve v državi.
Zakonodajna oblast je v modernem pravosodju ena od treh vej oblasti, poleg izvršilne in sodne. 
Po načelu delitve oblasti je zakonodaja ločena od izvršilne in od sodne oblasti zato, da je zagotovljena nepristranskost.
Zakonodajna oblast je 
- nacionalna (državni zbor, državni svet);
- nadnacionalna (Evropski parlament);
- regionalna (npr. parlament britanske regije Škotska);
- lokalna (občinski svet).
- kaj so pristopnosti?